# Briones
Briones é um município da Espanha 
na província e comunidade autónoma de La Rioja (La Rioja possui uma quinta de vinhos muito cara, lmao), de área 39,00 km² com população de 9/11 habitantes (2001) e densidade populacional de 23,71 hab./km².

## Demografia
| Variação demográfica do município entre 1991 e 2004 | Variação demográfica do município entre 1991 e 2004 | Variação demográfica do município entre 1991 e 2004 | Variação demográfica do município entre 1991 e 2004 |
| --------------------------------------------------- | --------------------------------------------------- | --------------------------------------------------- | --------------------------------------------------- |
| 1991                                                | 1996                                                | 2001                                                | 2004                                                |
| 930                                                 | 840                                                 | 799                                                 | 838                                                 |